# 奧撒瑪
奧撒瑪，(Osama/Usama)，意为「獅子」，等值於拉丁語中的“Leo”，是阿拉伯男性常用的人名。
- 撒哈·烏薩瑪·賓·穆罕默德·賓·阿瓦德·賓·拉登（阿拉伯語：أسامة بن محمد بن عود بن لادن)，基地組織的首領
- Osama，月面一環形山
- Osama，2003年 阿富汗影片